# Eugeen Keesen
Jan Eugeen Keenen (Gingelom, 3 april 1841 - Brussel, 16 augustus 1923) was een Belgisch senator en prelaat.

## Levensloop
Hij was een zoon van Charles Keesen en Anne-Marie Keesen.
Na lager onderwijs in Gingelom en middelbare studies aan het Kleinseminarie van Sint-Truiden, trad hij in het seminarie in Luik.
Hij werd priester gewijd (1864) en begon aan zijn priesterloopbaan:
- 1864-1867: kapelaan in Velm,
- 1867-1877: kapelaan in Borgworm,
- 1877-1895: pastoor in Tessenderlo,
- 1891-1895: redacteur van La revue des hommes d'oeuvres,
- 1898: erekanunnik van het bisdom Luik,
- 1898: huisprelaat van de paus.

In 1894 werd hij provinciaal senator voor Limburg en vervulde dit mandaat tot aan zijn dood. Hij werd opgevolgd door bisschop Simon Deploige.

## Publicaties
- La Ligue antimaçonnique, d'après le plan de Léon XIII. Rapport, Brussel, 1886.
- Etudes sociales. La mission de l'Etat d'après la doctrine et la méthode de Saint Thomas d'Aquin, Brussel, 1890.
- La réforme électorale et la question ouvrière ou la représentation des intérêts. Une formule pratique et possible, Leuven, 1892.